# Undirbúningsblað
Undirbúningsblað – islandzkie pismo wydawane od sierpnia 1850 roku założone przez polityka i publicystę Jóna Guðmundssona. Pismo popierało dążenia niepodległościowe Islandczyków.